# 魯基山 (格拉魯斯山)
46°51′55″N 9°2′43″E / 46.86528°N 9.04528°E

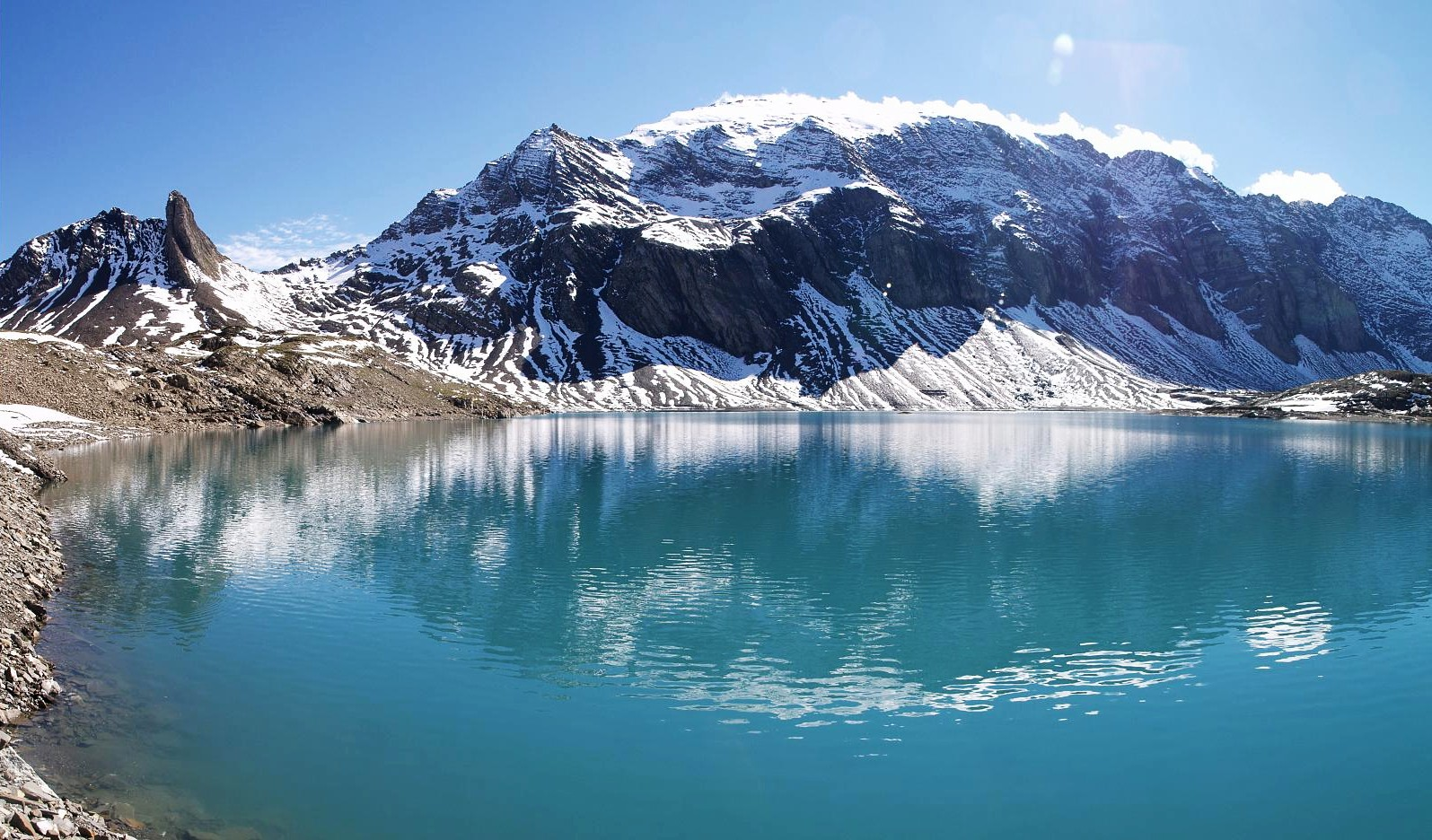

魯基山（Ruchi），是瑞士的山峰，位於該國東部，處於格拉魯斯州和格勞賓登州之間接壤的邊界，屬於格拉魯斯山的一部分，海拔高度3,107米，每年平均降雨量1,929毫米。

## 外部連結
- Ruchi on Hikr （页面存档备份，存于）
- Ruchi on Peakbagger （页面存档备份，存于）